# 철원시
철원시(鐵原市)는 북위 38도 이북에 위치한 철원군의 철원읍이 1945년 9월부터 1년 동안 소련 군정의 강원도 인민위원회 소재지였을 당시 시(市)로 승격하였던 명칭이다.

## 역사
- 1945년 9월 : 철원읍이 소련 군정의 강원도 인민위원회 소재지가 되어 철원시로 승격하였다.
- 1946년 9월 5일 : 함경남도 원산시, 안변군, 문천군이 북강원도에 편입되면서 강원도 인민위원회가 원산시로 이전하고, 철원읍이 철원군에 환원되었다.[1]

## 같이 보기
- 철원 노동당사